# Chiho-Tiande
Koordinaten: 22° 27′ 32,6″ N, 114° 1′ 49,8″ O
Chiho-Tiande ist ein chinesisches Unternehmen für Metallrecycling mit Sitz auf den Cayman Islands. Es betreibt Standorte in Hongkong, Taizhou und Oss (Niederlande). Das Unternehmen gießt selbst Kupfer- und Aluminiumbarren.
Chiho-Tiande hat den deutschen Edelstahlrecycler Scholz Holding zum Jahresende 2016 für einen Euro übernommen und im Folgejahr den bisherigen Geschäftsführer fristlos gekündigt.
Die Scholz-Tochter SRW metalfloat in Espenhain wurde vom 8. November 2023 bis zum 6. Mai 2024 bestreikt. Kern der Forderungen war die Durchsetzung einer Tarifbindung. Mit einer Streikdauer von 180 Tagen ist der Ausstand der längste Streik in der Geschichte der Bundesrepublik Deutschland. An den Streik schloss eine Aussperrung der bis dahin streikenden Mitarbeiter an.